# Brčko
Brčko (szerbül Брчко / Brčko) Észak-Bosznia-Hercegovina egyik legjelentősebb városa, a Brčkói körzet székhelye. A város a Száva-melléken, a Száva folyó jobb partján fekszik. Északról a Száva folyó és Horvátország, keletről a Semberija, délről Majevice hegyei, nyugatról pedig a Száva-mellék határolja. Fontos tranzitközpont, Brčko városa köti össze a Boszniai Szerb Köztársaság keleti és nyugati tartományait, valamint a Bosznia-hercegovinai Föderáció északi, Száva-melléki részeit az entitás többi részével.

## Története
Az i. e. 1. században a Száva-melléket a rómaiak lakták, majd a Nyugat-római birodalom felbomlása után a terület egy rövid időre a osztrogótok, majd az avarok ellenőrzése alá került.
Brčkot mint települést először 1526-ban említik, majd 1548-ban a krónikák a Tuzlát és Brčkot összekötő makadámútról számoltak be.
A 17. század elején Břcko kolóniája már kb. 200 házat, két termálfürdőt és egy erődítményt foglalt magában, valamint megkezdődött egy intenzív polgáriasodás, főleg a Tuzlából áthaladó sószállításnak köszönhetően.
Brčko jelentős tranzitközponttá nőtte ki magát a só és egyéb termékek Szlavóniába, Szerémségbe és további osztrák és magyar területek felé való szállítása miatt. Földrajzi fekvésének köszönhetően a város a boszniai Száva-mellék központjává vált, és Bosznia és a szomszédos országok kereskedelmi összekötőjének funkcióját látta el.
1718-ban az Észak-Száva-mellékbe bevonuló osztrák-magyar seregek a város jelentős részét romba döntötték.
1830-tól, a Dunai Hajózási Társaság alapításától (amely Brčkoban saját központtal rendelkezett a Száva partján), Brčko újra kereskedelmi központ lesz. Ezen időszakban Brčkoból 25-30 000 tonna aszalt szilvát szállítanak Ausztriába, Németországba, Angliába és az Egyesült Államokba.
A város akkori fontosságát megerősíti a tény, hogy az osztrák vezetés a konzulátusi kirendeltségét Tuzlából Brčkoba helyezte át. Akkortájt Brčko járás területe mintegy 920 km² tett ki. 1862 után szabad hajójáratok indultak Brčko és Belgrád, valamint Brčko és Oršava között.
1869-ben kapcsolták be az első távírót, 1870. április 2-án pedig kinyitotta kapuit az első posta is. Fontos megemlíteni, hogy 1883-ban megkezdte működését a Száva-mellékben első, szabad, kereskedelmi középiskola.
A 19. század közepétől számos általános iskolai is fogadta a tanulókat (katolikus, ortodox, muszlim és zsidó). Városszerte megjelentek a különböző felekezetekhez tartozó emlékművek.

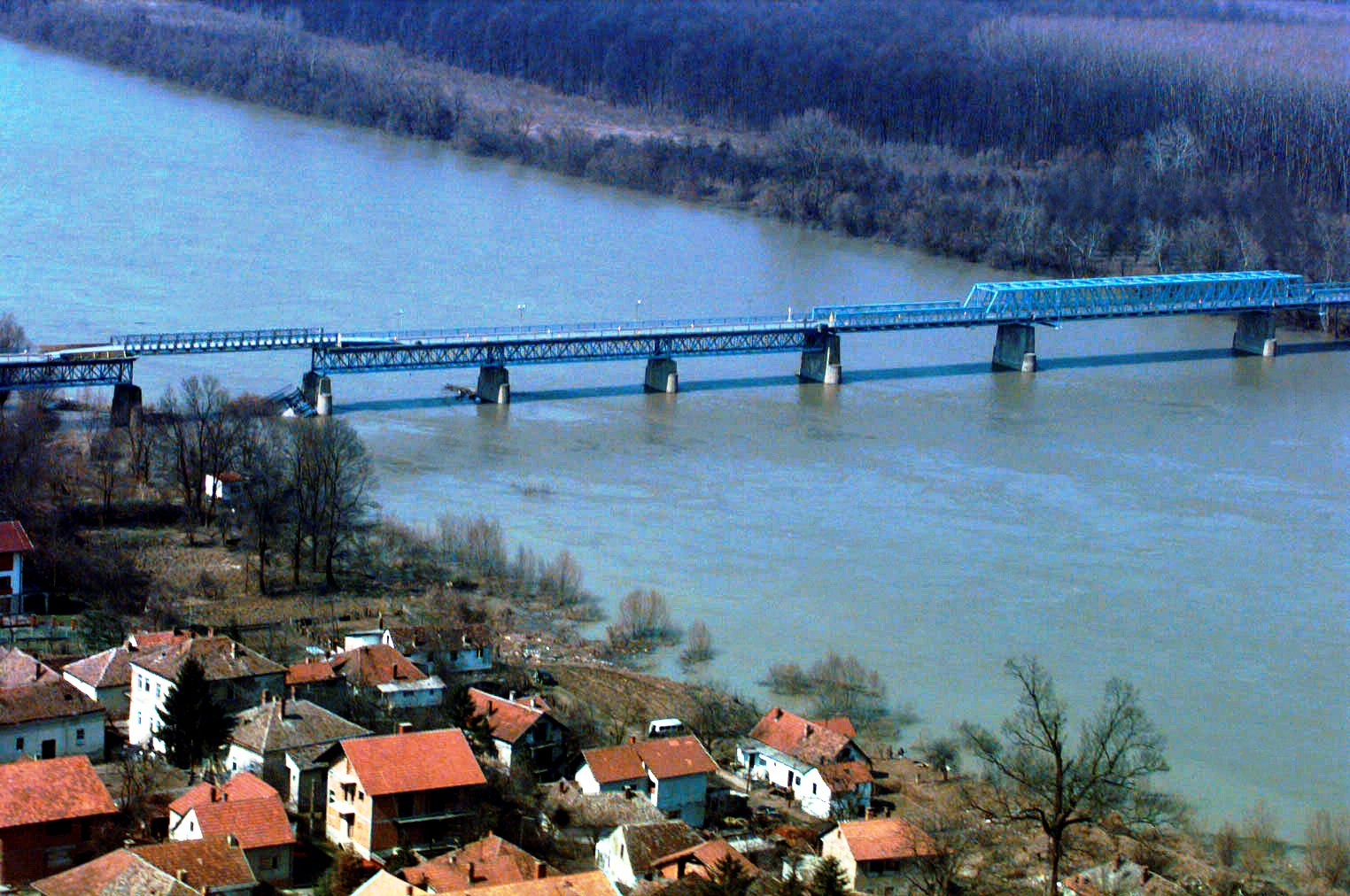
Híd a Száván

A 19. század végén a következő intézmények létesültek:
- 1886. városi kórház
- 1891. Grand Posavina Hotel
- 1892. városháza
- 1894. a 775 méter hosszú vasúti híd a Száván
- 1894. Brčko – Vinkovce-i vasútvonal

1900-ban az elektromos áramot is bevezették a városba.
A 20. század elején Brčkoban 5 hotel működött: Grand Posavina, Central, Orijent, K Caru Austrijskom, Marije Kohove, ahogy 6 bank is. Ekkoriban már Brčkonak van néhány szilvafeldolgozó üzeme, szeszfőzdéje, két fűrésztelepe, két téglaégetője, stb. ...
Brčko fennállása óta magán viseli a több etnikum, vallás és kultúra együttéléséből fakadó jegyeket, melyek alapjai a mai Brčkói Körzet sajátos mivoltának.
Az utolsó népszámlálás 1991-ben történt, mely adatok az 1991 és 1995 között történt szerb és horvát agresszió (legnagyobb részben az etnikai tisztogatások) miatt már nem aktuálisak.

## Lakosság
| Břcko város lakossága |                 |                 |                 |
| Népszámlálás          | 1991.           | 1981.           | 1971.           |
| Muszlimok             | 38.617 (44,06%) | 32.434 (39,18%) | 30.181 (40,36%) |
| Horvátok              | 22.252 (25,39%) | 23.975 (28,96%) | 24.925 (33,33%) |
| Szerbek               | 18.128 (20,68%) | 16.707 (20,18%) | 17.709 (23,68%) |
| Jugoszlávok           | 5.731 (6,54%)   | 7.794 (9,41%)   | 1.086 (1,45%)   |
| Egyéb                 | 2.899 (3,30%)   | 1.858 (2,24%)   | 870 (1,16%)     |
| Összesen              | 87.627          | 82.768          | 74.771          |

## Ismert személyek
- Itt született 1978. április 9-én Vesna Pisarović horvát énekesnő.

## Fordítás
- Ez a szócikk részben vagy egészben  a(z)   Брчко_(град) című szerb Wikipédia-szócikk fordításán alapul.  Az eredeti cikk szerkesztőit annak laptörténete sorolja fel. Ez a jelzés csupán a megfogalmazás eredetét és a szerzői jogokat jelzi, nem szolgál a cikkben szereplő információk forrásmegjelöléseként.